# 蘆鯛屬
蘆鯛屬是鯛科的一个属，共有13个物种。

## 分类
- 北蘆鯛（Calamus arctifrons）
- 大西洋蘆鯛（Calamus bajonado）
- 短體蘆鯛（Calamus brachysomus）
- 蘆鯛（Calamus calamus）
- 彎口蘆鯛（Calamus campechanus）
- 鹿角蘆鯛（Calamus cervigoni）
- 白骼蘆鯛（Calamus leucosteus）
- 巴西蘆鯛（Calamus mu）
- 瘤突蘆鯛（Calamus nodosus）
- 羊頭蘆鯛（Calamus penna）
- 翼蘆鯛（Calamus pennatula）
- 小頭蘆鯛（Calamus proridens）
- 韌皮蘆鯛（Calamus taurinus）